# Sparkassen Cup 1990
Lo Sparkassen Cup 1990 è stato un torneo femminile di tennis giocato sul sintetico indoor. È stata la 1ª edizione del torneo, che fa parte della categoria Tier III nell'ambito del WTA Tour 1991. Si è giocato a Lipsia in Germania, dal 24 al 30 settembre 1990.

## Campionesse

### Singolare
Steffi Graf ha battuto in finale  Arantxa Sánchez con il punteggio di 6–1, 6–1

### Doppio
Gretchen Magers /  Lise Gregory hanno battuto in finale  Manon Bollegraf /  Jo Durie con il punteggio di 6–2, 4–6, 6–3